# Élections cantonales de 1910 en Guadeloupe
Les élections cantonales ont eu lieu pour le premier tour le 20 novembre et pour le second tour le 27 novembre dans la colonie de la Guadeloupe.
Ce conseil général colonial dispose de compétences, notamment financière, plus étendues qu'un Conseil général de métropole.

## Mode de scrutin
Les trente-six conseillers généraux de la colonie de la Guadeloupe sont élus au suffrage universel masculin, dans le cadre de onze cantons. Ils sont renouvelés par moitié tous les trois ans. 
Le mode d'élection choisit est le scrutin majoritaire plurinominal à deux tours :
- au premier il faut obtenir la majorité des voix plus une et au moins un quart du votes des inscrits sur les listes électorales ;
- au second tour (ballottage) le (ou les) candidat(s) avec le plus de voix est élu.

### Augmentation du nombre de conseillers
- À la suite du décret du 7 novembre 1879[1], le conseil général passe de 24 à 36 membres.
- La circonscription d'élection reste le canton, les trente-six sièges étant répartis proportionnellement à la population des cantons.

| Basse-Terre      | 5  |  |  |
| Lamentin         | 4  |  |  |
| Port-Louis       | 4  |  |  |
| Capesterre       | 3  |  |  |
| Pointe-Noire     | 2  |  |  |
| Saint-Barthélemy | 1  |  |  |
|                  |    |  |  |
| Total            | 19 |  |  |

## Arrondissement de Basse-Terre

### Canton de Basse-Terre
- Cinq conseillers sont à élire.

| Candidats | Candidats            | Étiquette       | Premier tour | Premier tour | Ballotage | Ballotage |
| Candidats | Candidats            | Étiquette       | Voix         | %            | Voix      | %         |
| --------- | -------------------- | --------------- | ------------ | ------------ | --------- | --------- |
|           | Antonin Arbaud       | Rép. socialiste | 1 885        | 53,67        |           |           |
|           | Frédéric Lurel       | Rép. socialiste | 1 851        | 52,71        |           |           |
|           | Armand Lignières *   | Rép. socialiste | 1 710        | 48,69        |           |           |
|           | Guillaume Foccart    | Rép. socialiste | 1 632        | 46,47        | 1 254     |           |
|           | de Lagarde           | Rép. socialiste | 1 616        | 46,01        | 1 178     |           |
|           | Raoul Béville *      | Radical         | 1 184        | 33,71        | 1 422     |           |
|           | Maurice Marie-Claire | Radical         | 1 182        | 33,66        | 836       |           |
|           | Labique              |                 | 1 157        | 32,94        |           |           |
|           | F. Mégy              |                 | 1 112        | 31,66        |           |           |
|           | D. Aricique          |                 | 930          | 26,48        |           |           |
|           | Hildevert Bernus *   | Radical         | 506          | 14,41        | 1 098     |           |
|           | Francfort            |                 | 290          | 8,26         |           |           |
|           | Boudoute             |                 | 232          | 6,61         |           |           |
|           | B. Janoë             |                 | 208          | 5,92         |           |           |
|           | Victor Rode          |                 | 146          | 4,16         |           |           |
|           |                      |                 |              |              |           |           |
| Inscrits  | Inscrits             | Inscrits        | 5 737        | 100,00       | 5 737     | 100,00    |
| Votants   | Votants              | Votants         | 3 512        | 61,22        |           |           |
| Exprimés  |                      |                 |              |              |           |           |

*sortant

### Canton de Capesterre
- Trois conseillers sont à élire.

| Candidats | Candidats         | Étiquette                              | Premier tour | Premier tour | Ballotage | Ballotage |
| Candidats | Candidats         | Étiquette                              | Voix         | %            | Voix      | %         |
| --------- | ----------------- | -------------------------------------- | ------------ | ------------ | --------- | --------- |
|           | Lucien Vignes *   | Rép. socialiste (ex Radical réachiste) | 839          | 60,93        | 1 619     | 67,85     |
|           | Émile Crâne       | Rép. socialiste                        | 793          | 57,59        | 1 375     | 57,63     |
|           | Paul Latapie      | Rép. socialiste                        | 751          | 54,53        | 1 508     | 63,20     |
|           | Léopold Dorval *  | Radical réachiste                      | 572          | 41,54        | 846       | 35,46     |
|           | Étienne Bernard * | Radical réachiste                      | 405          | 29,41        | 541       | 22,67     |
|           | Gratien Candace   | SFIO                                   | 378          | 27,45        | 594       | 24,90     |
|           | Réchal            |                                        | 13           | 0,94         |           |           |
|           |                   |                                        |              |              |           |           |
| Inscrits  | Inscrits          | Inscrits                               | 4 340        | 100,00       | 4 340     | 100,00    |
| Votants   | Votants           | Votants                                | 1 377        | 31,73        | 2 386     | 54,98     |
| Exprimés  |                   |                                        |              |              |           |           |

*sortant

### Canton de Pointe-Noire
- Deux conseillers sont à élire.
- A. Laroche (Radical réachiste), élu depuis 1898, ne se représente pas.

| Candidats | Candidats        | Étiquette         | Premier tour | Premier tour | Ballotage | Ballotage |
| Candidats | Candidats        | Étiquette         | Voix         | %            | Voix      | %         |
| --------- | ---------------- | ----------------- | ------------ | ------------ | --------- | --------- |
|           | Joseph Dierle    | Rép. de gauche    | 656          | 58,36        | 403       | 52,61     |
|           | Claude Létin     | Rép. de gauche    | 407          | 36,21        | 263       | 34,33     |
|           | Louis Sinéus *   | Radical réachiste | 335          | 29,80        | 298       | 38,90     |
|           | Charles Valentin | Rép. socialiste   | 314          | 27,94        | 156       | 20,37     |
|           | Georges Turlet   | Rép. socialiste   | 291          | 25,89        | 162       | 21,15     |
|           | Saint-Martin     | Radical réachiste | 211          | 18,77        | 8         | 1,04      |
|           | Berthelot        |                   | /            | /            | 3         | 0,39      |
|           |                  |                   |              |              |           |           |
| Inscrits  | Inscrits         | Inscrits          | 2 762        | 100,00       | 2 762     | 100,00    |
| Votants   | Votants          | Votants           | 1 124        | 40,70        | 766       | 27,73     |
| Exprimés  |                  |                   |              |              |           |           |

*sortant

### Canton de Saint-Barthélemy
- Un conseiller est à élire.

| Candidats | Candidats       | Étiquette                              | Premier tour | Premier tour |
| Candidats | Candidats       | Étiquette                              | Voix         | %            |
| --------- | --------------- | -------------------------------------- | ------------ | ------------ |
|           | Alcide Terrac * | Rép. socialiste (ex Radical réachiste) | 186          | 51,52        |
|           | Maurice-Richard | Rép. socialiste                        | 175          | 48,48        |
|           |                 |                                        |              |              |
| Inscrits  | Inscrits        | Inscrits                               | 520          | 100,00       |
| Votants   | Votants         | Votants                                | 361          | 69,42        |
| Exprimés  |                 |                                        |              |              |

*sortant

## Arrondissement de Pointe-à-Pitre

### Canton de Lamentin
- Quatre conseillers sont à élire.
- Pierre (Octave) Blanche (FSAG), élu depuis 1904, ne se représente pas.

| Candidats | Candidats              | Étiquette          | Premier tour | Premier tour | Ballotage | Ballotage |
| Candidats | Candidats              | Étiquette          | Voix         | %            | Voix      | %         |
| --------- | ---------------------- | ------------------ | ------------ | ------------ | --------- | --------- |
|           | Emmanuel Condo *       | FSAG               | 1 421        | 55,99        |           |           |
|           | Hégésippe Légitimus *  | FSAG               | 1 404        | 55,32        |           |           |
|           | Hildevert-Adolphe Lara | FSAG               | 1 403        | 55,28        | 1 737     | 52,96     |
|           | Évariste Gravillion    | FSAG               | 1 392        | 54,85        | 1 739     | 53,02     |
|           | Achille René-Boisneuf  | Radical-socialiste | 1 147        | 45,19        | 1 552     | 47,32     |
|           | Auguste Arsène         | Radical-socialiste | 1 131        | 44,56        |           |           |
|           | Lyonnel Méloir         | Radical-socialiste | 1 131        | 44,56        |           |           |
|           | Jules-G. Bajazet       | Radical-socialiste | 1 135        | 44,70        | 1 513     | 46,13     |
|           |                        |                    |              |              |           |           |
| Inscrits  | Inscrits               | Inscrits           | 5 618        | 100,00       | 5 618     | 100,00    |
| Votants   | Votants                | Votants            | 2 538        | 45,18        | 3 280     | 58,38     |
| Exprimés  |                        |                    |              |              |           |           |

*sortant

### Canton de Port-Louis
- Quatre conseillers sont à élire.

| Candidats | Candidats                   | Étiquette          | Premier tour | Premier tour | Ballotage | Ballotage |
| Candidats | Candidats                   | Étiquette          | Voix         | %            | Voix      | %         |
| --------- | --------------------------- | ------------------ | ------------ | ------------ | --------- | --------- |
|           | Ernest Marthe               | Radical-socialiste | 736          | 54,97        | 875       |           |
|           | Armand Jean-François        | Radical-socialiste | 730          | 54,52        | 881       |           |
|           | J. Archimède                | Radical-socialiste | 727          | 54,29        | 877       |           |
|           | Charles Dubois              | Radical-socialiste | 719          | 53,70        | 879       |           |
|           | Mathieu Clamy *             | FSAG               | 607          | 45,33        | 454       |           |
|           | Raphaël Boncoeur            | FSAG               | 602          | 44,96        | 449       |           |
|           | François Marc-François *    | FSAG               | 600          | 44,81        | 449       |           |
|           | Fortuné de la Clémendière * | Réactionnaire      | 593          | 44,29        | 447       |           |
|           |                             |                    |              |              |           |           |
| Inscrits  | Inscrits                    | Inscrits           | 3 229        | 100,00       | 3 229     | 100,00    |
| Votants   | Votants                     | Votants            | 1 339        | 41,47        |           |           |
| Exprimés  |                             |                    |              |              |           |           |

*sortant

### Sources
- Bibliothèque de l'Université de Floride : https://ufdc.ufl.edu/fr
- Journal officiel de la Guadeloupe
- Le Progrès de la Guadeloupe[3]
- Le Courrier de la Guadeloupe[4]